# Eristalis brevifacies
Eristalis brevifacies är en tvåvingeart som beskrevs av Ernest F. Coe 1964. Eristalis brevifacies ingår i släktet slamflugor, och familjen blomflugor. Inga underarter finns listade i Catalogue of Life.